# Follaje

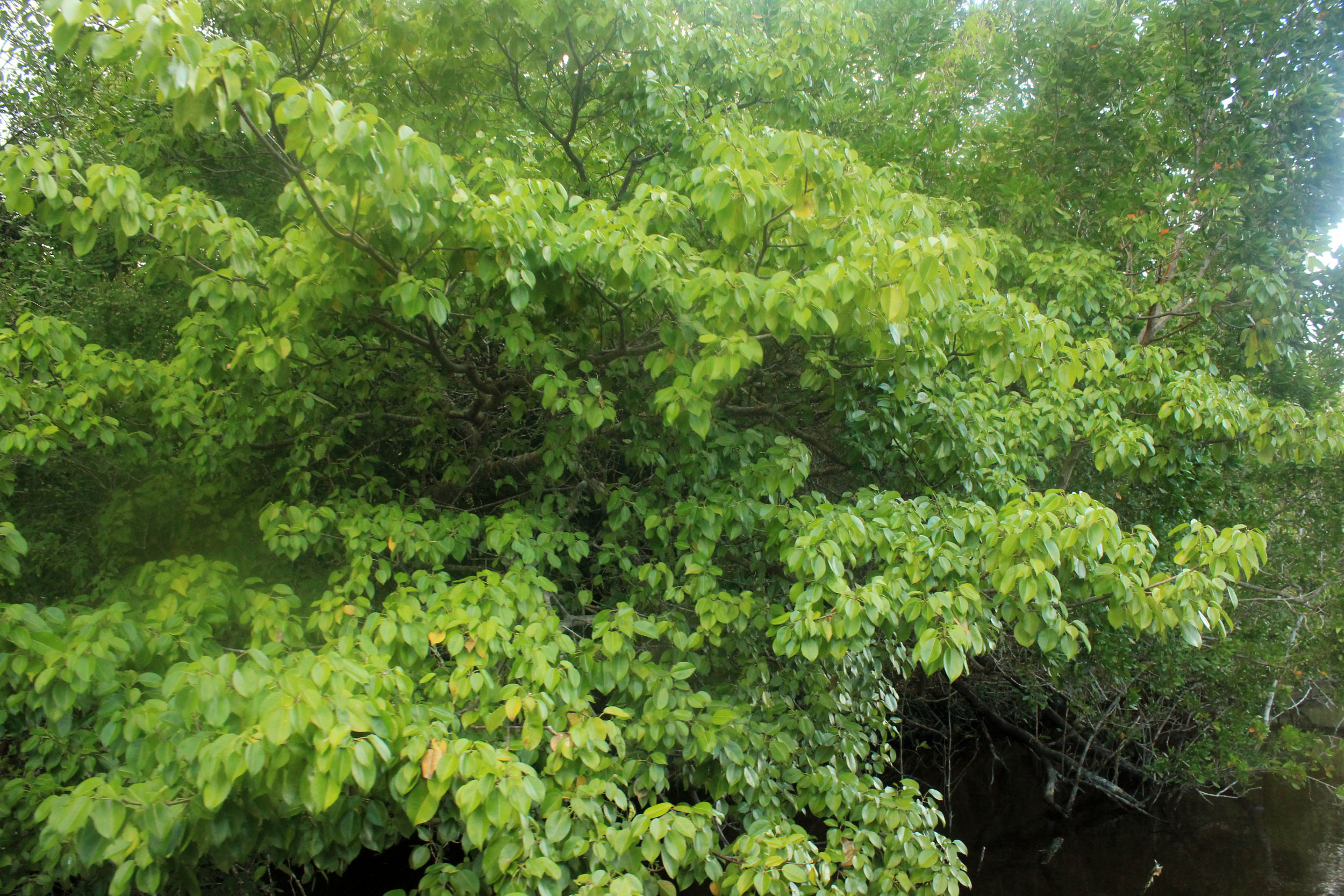
Follaje

Follaje es un término que toman los botánicos para designar al conjunto de las ramas y de los tallos cargados de hojas abiertas, de flores y de frutos. Pero también se toman regularmente por la simple disposición de las hojas en el tallo o en las ramas.
Consideradas en este último sentido, varía mucho la disposición en las diferentes plantas a que se aplican: por ejemplo, el follaje es aplanado en el olmo y en el tilo, porque sus hojas al abrir se extienden de uno y otro lado sobre el mismo plano; es redondo o cilíndrico en el pino, cuyas hojas se extienden alrededor de las ramas; es cruzado en la mayor parte de las ramas que tienen las hojas opuestas, a excepción del helecho en que no sucede así.
El follaje tomado en el primer sentido y genéricamente comprende el árbol entero.